# Сила стихии
«Сила стихии» (англ. Force of Nature) — американский боевик 2020 года режиссёра Майкла Полиша по сценарию Кори Миллера. В США фильм вышел в цифровом релизе 30 июня 2020 года.

## Сюжет
Банда воров планирует совершить ограбление во время урагана, сталкивается с неприятностями, когда полицейский заставляет всех эвакуироваться из здания.

## В ролях
| Актёр             | Роль         |
| ----------------- | ------------ |
| Эмиль Хирш        | Кардильо     |
| Мел Гибсон        | Рэй Барретт  |
| Кейт Босворт      | Трой Барретт |
| Стефани Кайо      | Джесс Пенья  |
| Дэвид Зайас       | Джон Баптист |
| Уильям Кэтлетт    | Гриффин      |
| Хорхе Луис Рамос  | Пол Бергкамп |
| Йоксан Рамос      | Круз         |
| Тайлер Джон Олсон | Диллон       |
| Свен Теммел       | Ходжес       |

## Производство
В мае 2019 года было объявлено, что Кейт Босворт и Мел Гибсон сыграют главные роли в фильме, а Майкл Полиш будет режиссёром по сценарию Кори Миллера. Дальнейшие объявления актёров произошли с июня по сентябрь: Эмиль Хирш, Стефани Кайо, Дэвид Заяс, и Джаспер Полиш. Основные съёмки начались в июле 2019 года в Мирамаре и Гуайнабо, Пуэрто-Рико. Бюджет составил 23 миллиона долларов, при этом около 15 миллионов долларов было потрачено на месте съёмок.

## Выпуск
В апреле 2020 года Lionsgate приобрела права на распространение фильма. Фильм вышел в Соединенных Штатах компанией Lionsgate Films на цифровых платформах, DVD и Blu-ray дисках 30 июня 2020 года.

## Приём критиков

### ПродажиVOD
В свой дебютный уик-энд «Сила стихии» стала третьим самым продаваемым фильмом в iTunes Store и пятым на fandangonow. Во второй уик-энд фильм занял четвёртое место на FandangoNow и пятое на AppleTV, а также занял первое место в недельном чарте Spectrum.

### Критическая реакция
На сайте Rotten Tomatoes фильм имеет рейтинг 10 %, основанный на 31 отзыве, со средним рейтингом 3,49 / 10. На Metacritic фильм имеет средневзвешенную оценку 29 из 100, основанную на 11 отзывах, что указывает на «в целом неблагоприятные отзывы».